# Iglesia de San Filippo Neri (Siracusa)
La Iglesia de San Filippo Neri es una iglesia católica romana de estilo barroco ubicada en la via Vittorio Veneto, frente al paseo marítimo oriental, en la isla de Ortigia, en el centro histórico de la ciudad de Siracusa.

## Historia
Los Oratorianos establecieron una sede en Siracusa en 1650 bajo el patrocinio de la aristocrática Margherita De Grandi, cuyo sobrino era sacerdote. Una iglesia en este sitio fue renovada en 1669 según los diseños de Giovanni Vermexio. Aquí una iglesia anterior perteneció al monasterio benedictino de Santa Caterina da Siena, fundado en 1614, pero que se fusionó con el monasterio benedictino de la Annunziata.
Esta nueva iglesia fue reconstruida después del terremoto de Sicilia de 1693, junto al antiguo palacio Interlandi, con su gran portal redondeado, colocado asimétricamente a lo largo de la fachada.  
En 1741 el oratorio fue convertido en el Colegio de San Carlo y puesto bajo la administración del obispo Monseñor Testa. La iglesia reconstruida no fue reconsagrada hasta 1770. Los Oratorianos y el Colegio fueron suprimidos en 1866. El lugar fue utilizado como escuela secundaria, pero la iglesia pronto fue cedida a una hermandad laica local, una vez asociada a la iglesia de Santa Maria d'Idria. Posteriormente sirvió como parroquia de barrio. Sufrió daños durante la Primera Guerra Mundial. En el siglo pasado se creó en el ábside un pasaje del convento adyacente y se trasladaron allí dos altares de la antigua iglesia de San Tommaso en via Mirabella. 

## Descripción
La fachada de dos pisos está enmarcada por pilastras dóricas y una cornisa saliente en el primer piso. Los frontones de la portada están formados por triángulos y un frontón semicircular central. Hay escasez de decoración escultórica, a excepción de las extravagantes máscaras y cariátides en forma de sirena alrededor del portal central, con ventanas reservadas para el segundo piso. Lateralmente, en la esquina superior izquierda del portal central, hay un pequeño lagarto esculpido, signo distintivo del arquitecto Vermexio, que también trabajó en la iglesia de Santa Lucía extra moenia y Santa Lucía al Sepolcro pero sobre todo en el Palacio Vermexio. El interior tiene una sala aproximadamente ovalada, con suelo de arenisca blanca con incrustaciones florales de basalto oscuro. La distribución y decoración interna se atribuye en parte al arquitecto Rosario Gagliardi.
El retablo que flanquea la nave derecha es una representación del siglo XIX de Cristo en el jardín de Giuseppe Mancinelli, encargado por la marquesa Anna Gargallo. Varios lienzos del barroco tardío, incluido el retablo mayor de la iglesia, parecen ser de seguidores de Mario Minniti.